# Mausoleo de Elena

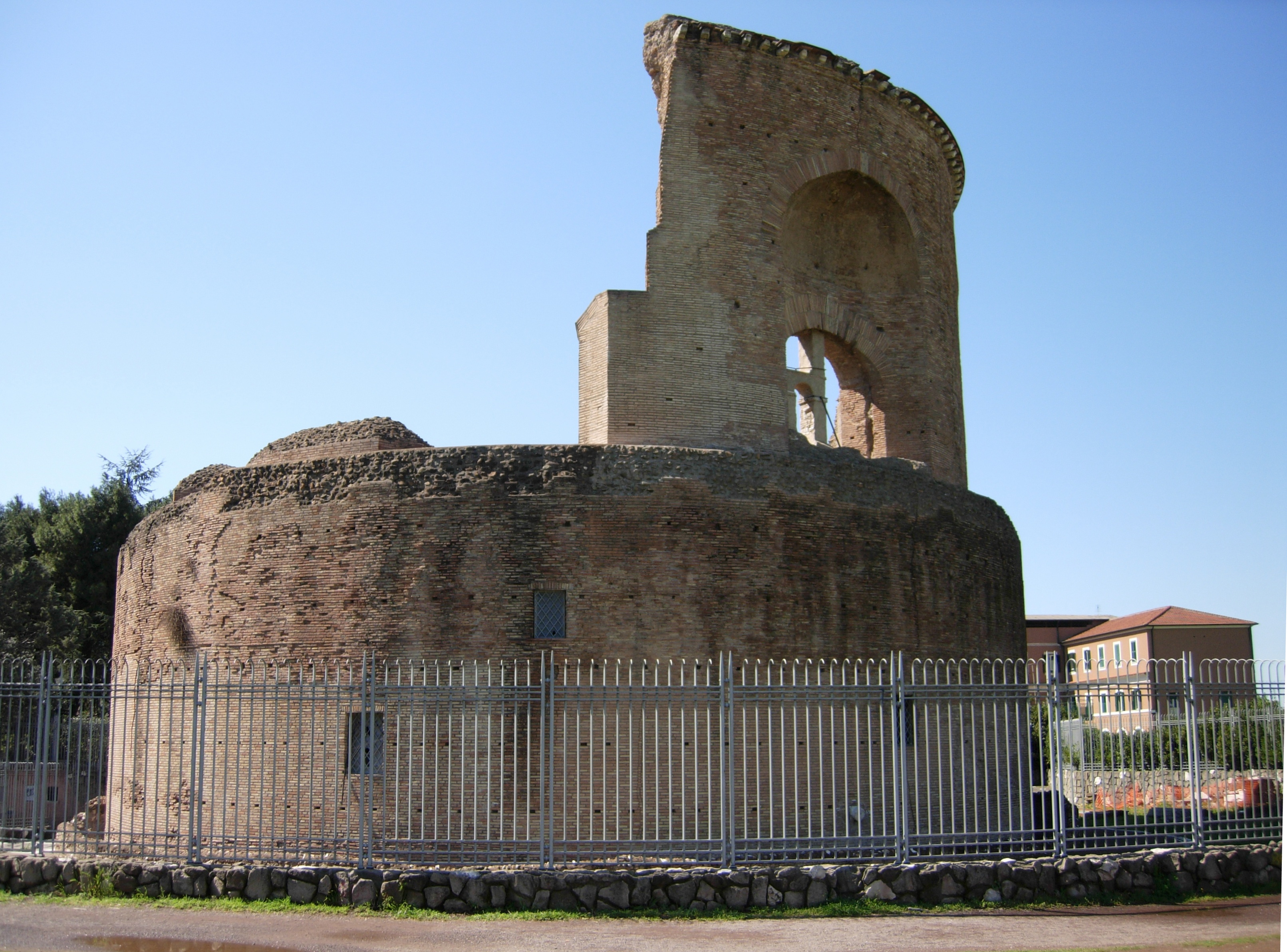
El mausoleo de Elena.

El Mausoleo de Elena es un edificio del periodo imperial romano, ubicado en Roma. Fue construido originalmente por el emperador Constantino entre 326 y 330, con la función de ser su propio enterramiento, aunque posteriormente fue usado para enterrar a su madre, que murió en el 328 d. C.

## Historia
El área donde está situado el mausoleo, era parte de un complejo de edificios conocido como Ad Duas Lauros, el cual, concordando con las fuentes antiguas, se extendía desde la "Porta Maggiore" hasta la tercera milla de la antigua vía Labicana. Completaban dicho complejo las catacumbas de Marcelino y Pedro y la basílica paleocristiana homónima. De esta última poco queda hoy en día, ya que se utilizó como base para la moderna iglesia de Santi Pietro e Marcellino ad Duas Lauros.

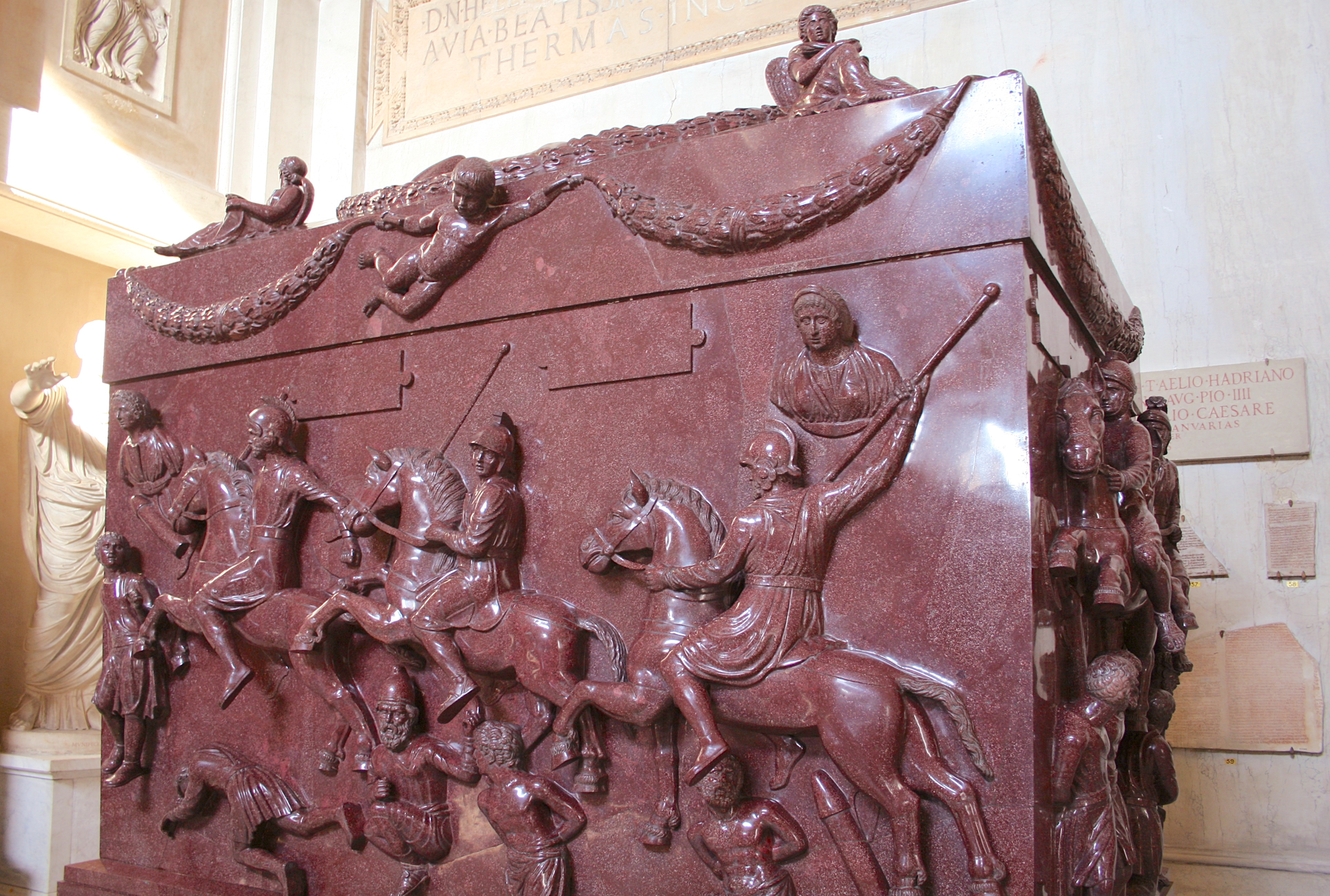
El sarcófago de Santa Elena, en pórfido.

Antes de la construcción del mausoleo, dicha área era usada como cementerio para la caballería personal del emperador. Esto ha sido atestiguado por las numerosas inscripciones que mencionan dicho cementerio en Ad Duas Lauros, aunque la situación exacta de la necrópolis no ha sido descubierta. Se ha sugerido la hipótesis de que la necrópolis fue deliberadamente destruida por Constantino como venganza contra dicha guardia que, en la batalla del Puente Milvio, se amotinó con Majencio en su contra.
Después de la muerte de Elena, Ad Duas Lauros fue asignado al papado. El mausoleo fue dañado en época altomedieval por el acarreo de sus materiales para su uso en otras construcciones. En el siglo VIII d.c. Se transformó en un fuerte defensivo. Sin embargo, continuó siendo tumba de Santa Elena hasta el siglo XI, fecha en que su sarcófago fue llevado a Letrán (actualmente se encuentra en los museos vaticanos).